# B. J. 토머스

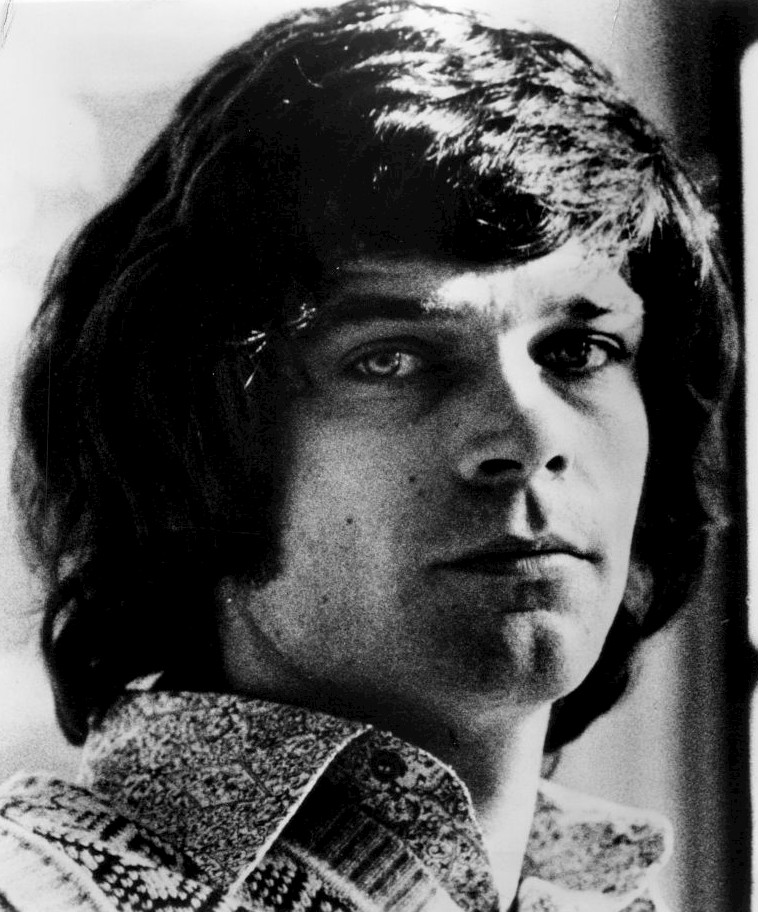
B. J. 토머스

빌리 조 토머스(Billy Joe Thomas) 혹은 B. J. 토머스(B. J. Thomas, 1942년 8월 7일~2021년 5월 29일)는 미국의 대중음악 가수로, 1960~70년대의 풍미를 이끌고 있는 명가수로 각광받았다.
대표적인 노래로는 1969년에 선보였던 Raindrops Keep Fallin' on My Head가 대표적인 노래이기도 하다. 2021년 5월 29일 미국 텍사스주 알링턴의 자택에서 폐암으로 사망했다.